# الجفر (معان)
الجفر منطقة سكنية تقع في لواء قصبة معان، محافظة معان في الأردن. تنتمي المنطقة لقضاء الجفر الذي يضم 4 مناطق. يقدر عدد سكانها بـ 6390 نسمة حسب إحصاء 2015. والجفر: هي البئر الواسعة التي لم تطوَ، أو هي التي طوي بعضها ولم يطو بعضها الآخر، والجمع جفا، والجُفرة: سعة في الأرض مستديرة.

## الموقع والجغرافيا
تفع منطقة الجفر إلى الشمال الشرقي من مدينة معان على مسافة 60 كم، وعلى مسافة 50 كلم إلى الشرق من طريق الحج الشامي القديم ومحطة سكة الحديد الحجازية (عنيزة)، وتمتد الحدود الجغرافية لها على مساحة واسعة عرفت بمنخفض الجفر وهو منخفض شبه دائري يبلغ قطره نحو 100 كم. تصل حدوده من الشرق حتى حدود المملكة الأردنية الهاشمية مع المملكة العربية السعودية، ومن الغرب سكة الحديد الحجازية، ومن الشمال مرتفعات أم رجام، ومن الجنوب جبال شويحات ومنطقتا كبد وبطن الغول.

## التاريخ
سكن الإنسان القديم منطقة الجفر في البادية الجنوبية الشرقية خلال العصور الحجرية، حيث تتوافر بحيرة مياه عذبة في المنطقة، ونصب خيامه بالقرب منها، وعاش على صيد الحيوانات البرية التي كانت ترتادها. واستمر وجود الإنسان في الجفر خلال العصور اللاحقة، مثل: النبطية، والرومانية والعرب غير المسلمين والمسلمين أيضا، وحتى العصر الحديث.

## الوصلات الخارجية
- دائرة الاحصاءات العامة